# Forstvæsen
 Denne artikel omhandler overvejende eller alene danske forhold. Hjælp gerne med at gøre artiklen mere almen.
Forstvæsenet (af tysk: Forst (= ”skov”)) er det erhverv, som tager sig af plantning, dyrkning og udnyttelse af skovene. Skovbruget er med andre ord et fag, hvor der – ganske som det sker i landbrug og gartneri – er tale om en målrettet dyrkning af plantekulturer ved at udnytte jorden. Derfor samler man ofte de tre fag under ét og kalder dem jordbruget.
Forstvæsnet er delt i en privat og en offentlig sektor, men begge steder er virksomheden organiseret hierarkisk, sådan at en forstkandidat med titlen skovrider er øverste chef. Under sig har skovrideren et antal teknologuddannede skovfogeder, der varetager den daglige drift og arbejdsledelse. Skovfogeden har dernæst nogle faglærte arbejdere (skov- og naturteknikere), som arbejder selvstændigt med det praktiske. Endelig kan der være tilknyttet nogle specialarbejdere (skovarbejdere), som klarer rutinearbejdet.
Da forstvæsnet overalt i verden forvalter en betydelig del af en naturarv, som repræsenterer store, rekreative og landskabelige værdier, har der været en stigende, offentlig interesse for fagets arbejde[kilde mangler]. På europæisk plan bliver ”bæredygtigt skovbrug” defineret sådan:
| Citat                                                                         | ...det er forvaltning og brug af skove og skovområder på en måde og i et tempo, som vedligeholder deres biodiversitet, produktivitet, genvækstevne, vitalitet og deres mulighed for at opfylde nutidens og fremstidens relevante økologiske, økonomiske og sociale funktioner på lokalt, nationalt og globalt plan, og som ikke er skyld i ødelæggelse af andre økosystemer... | Citat |
| Oversættelse fra engelsk af indledningen til Helsinki-Resolution H1 bogstav D | |       |

Denne definition er anerkendt i Europa[kilde mangler], og her kommer skovens mange funktioner til udtryk sammen med skovbrugets stræben efter en bæredygtig udvikling af natur og økonomi. Dermed har de offentlige myndigheder påtaget sig ansvaret for at vejlede og kontrollere de lokale forstvæsner, og efter oprettelsen af Miljøministeriet, har Skov- og naturstyrelsen været forstvæsnets øverste, ansvarlige instans i Danmark.

## Baggrund
Fra begyndelsen var udnyttelsen af skovene en bibeskæftigelse ved siden af landbrugsdrift, og man spekulerede ikke meget over, hvilke metoder der blev anvendt. Allerede romerne var dog klar over, at skovene er en begrænset ressource, og at tømmer og brænde ikke bare er materialer, der kan hentes i det uendelige.
Med udviklingen af skibsbygningskunsten og da i særdeleshed med fremstillingen af store, kanonbestykkede krigsskibe blev adgangen til kvalitetstømmer i store dimensioner et centralt problem for de militære strategikere. Den odelsret, som landets befolkning havde haft til skovene, blev derfor overtaget af kongemagten og adelen, som skulle bruge højskovens træer til flådebygning og som hustømmer. Bønderne måtte i stedet nøjes med mindre dimensioner og træ fra egne lavskove (se stævningsdrift).
Man var dog ikke bevidst om virkningerne af at lade svin og kreaturer søge føde i skoven ("gå på olden"), og derfor beholdt bønderne denne ret langt op i tiden. Kun de kongelige jagtskove blev hegnede, men vel at mærke for at beskytte vildtet og ikke træbestanden.
Først med fysiokraterne kom man til klarhed over, at skovene er en begrænset ressource. Franske og tyske skovfolk udviklede viden og metoder, der sikrede, at skovene kunne vedblive at forsyne samfundene med træ til brug i en lang række sammenhænge. Det fik dog også stor betydning for skovene, at man omtrent samtidig begyndte at bruge stenkul til opvarmning og i industrien.
Siden udstedelsen af skovforordningen i 1807 har danske skove været underlagt ”fredspligt”, dvs. at de bliver betragtet som en naturtype, det er ejerens pligt at frede. Skovene må ikke ryddes, og der skal løbende plantes nye træer til erstatning for dem, man fjerner.

## Skovdyrkning
Grundlæggende består forstvæsnets arbejde i en behersket udnyttelse af skove, som under alle omstændigheder ville være her. Skovdrift omfatter altså den målrettede planlægning, beslutningstagen og iværksættelse med henblik på genskabelse, pleje og vedligeholdelse af skovøkosystemer under en afvejet hensyntagen til økologisk, samfundsøkonomisk og teknisk viden. På den måde kan forstvæsnet sikre en bæredygtig behandling og udnyttelse af skovene. Forstfolkene fjerner ikke skoven helt, og når det går mest nænsomt til, forstyrrer de den knap nok. For at sikre sig, at skovene nu også tåler udnyttelsen, foretager man en opmåling og inddeling af hvert skovområde, sådan at man kan lave regelmæssige optællinger af træbestanden hvert enkelt sted. Dermed undgår erhvervet at ødelægge den natur, det skal leve af: skovbruget er et bæredygtigt erhverv, som selv påtager sig at genskabe den ressource, som man lever af at sælge.

### Etablering af ungskov
Derfor er det en helt selvfølgelig del af forstvæsnets arbejde at tilrettelægge og udføre systematiske nyplantninger. Det kan ske under næsten naturlige forhold, såkaldt ”naturlig foryngelse”, hvor frø fra den ældre del af skoven får mulighed for at spire og blive til ungtræer.
Eller etableringen kan ske mere styret, hvor man planter små planteskoletræer ud efter nøje udtænkte systemer. Også her er der forskelle, for mens nogle forstfolk foretrækker at plante varieret og i overensstemmelse med jordbunds- og klimaforhold på stedet, så planter andre helt ensartede, jævnaldrende kulturer ud over store arealer. Derved opstår der monokulturer, som nok giver et forudsigeligt afkast, men som også er stærkt udsatte for angreb af sygdomme og skadedyr.
Endelig bliver det efterhånden mere almindeligt at kombinere naturlig foryngelse med udplantning. Det sker netop for at kunne oparbejde den øgede diversitet, som man efterstræber i den naturnære skovdrift.

### Udtynding
Når de unge planter er etableret, bliver formålet at give dem mest mulig tilvækst. Derfor beskytter man ofte skovparceller med unge træer mod gnav og fejning fra vildtet. Desuden holder man ”ukrudt” i form af uønsket trævækst nede, og i det hele taget bliver de unge træer passet og plejet, så godt man formår.
Når målet er størst mulig tilvækst, står man dog med et problem, som dyrkede kulturer så at sige er født med, nemlig de unge træers indbyrdes konkurrence om goderne. Et givet areal med en bestand af en bestemt træart (bøg f.eks.) kan yde en bestemt, årlig mængde vedmasse, som er fordelt på samtlige arealets træer. Hvis træerne står for tæt og konkurrerer med hinanden, bliver tilvæksten fordelt på et stort antal slanke og ubrugelige træer.
Derfor bliver udtynding i bestanden en simpel nødvendighed. Man fjerner løbende og ad flere omgange de ringeste og dårligst udviklede individer, men hele tiden med dét for øje, at de resterende skal have nogenlunde ligelig adgang til de nødvendige vækstfaktorer: vand, mineraler og lys. Kun på den måde kan de bedste træer få hele den tilvækst, de har arveanlæg for at skabe sig. Den udtyndede træmasse kan af og til sælges som rafter, hegnspæle eller til flishugning, men i reglen er det tvivlsomt, om de overhovedet kan bære prisen for fældningen.

### Hugst
De unge træer bliver efterhånden større og når deres modenhed. Tidspunktet indtræffer dog ikke ved samme alder hos alle træarter, og det betyder, at nogle arter kræver længere investeringsperiode end andre, før de kan sælges.
Af det forstår man, at en ensartet, velpasset og veludtyndet monokultur med f.eks. fyrretræer kræver 120 års investeringstid, en periode, hvor træerne ikke giver nævneværdigt afkast. Til gengæld kan forstfolkene høste værdien af deres forgængeres indsats på én gang, nemlig når man fælder alle de salgsmodne træer på én gang. Metoden kaldes ”fladeafdrift” og har været meget anvendt i danske skove og især på de store arealer, der var tilplantet med rødgran.
Men monokultur og fladeafdrift giver en række praktiske og økonomiske ulemper, som man gerne ser sig fritaget for. Derfor vinder den gammeldags skovdrift frem igen med træerne i blandet kultur, hvor aldersgrupper og forskellige arter vokser op på samme skovparcel. I den driftsform bliver udtyndingen besværlig: skal man ofre en svækket eg til fordel for en livskraftig fyr, eller skal man satse langsigtet og give egen bedre vækstbetingelser ved at fjerne fyrren?
Med tiden vil nogle af individerne og bestemte arter (se boksen) blive salgsmodne. De står inde mellem de andre træer, som endnu ikke er klar til fældning. Derfor må høsten af tømmeret foregår efter den metode, der kaldes ”plukhugst”. Her fjerner man kun de modne træer og skåner de endnu lidt for unge. Ind imellem udpeger skovrideren et særligt træ, som får lov at blive stående også efter, at det kunne indbringe en god pris. Med plukhugst bliver det nemlig muligt at satse stort og lade f.eks. egetræerne nå aldre på hen ved 300 år, før de sælges til overpris.

### Andre skovarbejder
I forstvæsnet udfæres der en lang række andre arbejder, som nok er nødvendige, men som ikke har med kerneydelsen, skovpleje, at gøre. Det drjere sig dels om arbejder, som gør det muligt at fastholde skovarbejderne på tider af året, hvor der ikke er noget egentligt skovarbejde at udføre, dels om løsning af praktiske opgaver, og dels om mere servicebetonede indsatser overfor publikum i bred forstand. Blandt disse arbejde kan nævnes:
- Dræning
- Etablering af brandbælter
- Etablering af skovveje
- Naturvejledning
- Planteskoledrift
- Savværksdrift
- Skovbrugsuddannelse
- Vildtpleje

## Produkter
Forstvæsnets produktion er kendt af alle. Det samme gælder det vigtigste produkt: tømmer. Men mange af skovvæsnets andre produkter bliver glemt eller overset:
- Brænde
- Jagtudbytte
- Juletræer
- Papirtræ
- Pyntegrønt
- Træflis
- Tømmer

## Afsætningsmuligheder
Skovens produkter anvendes i mange sammenhænge, hvoraf nogle er årtusindgamle. Andre anvendelser for træ er nyere, og mange kender slet ikke til dem.
- Bygningstømmer
- Skibsbygning
- Møbler
- Papir og pap
- Træflis og -piller
- Kemiske produkter
- Imprægnering
- Opvarmning

Noter
1. ↑  Helsinki-Resolution H1: General Guidelines for the Sustainable Management of Forests in Europe, 1993
2. ↑  J. Bo Larsen: Naturnær skovdrift, 2005, ISBN 978-87-7903-081-7 side 248-252
3. ↑  J. Bo Larsen: Naturnær skovdrift, 2005, ISBN 978-87-7903-081-7 side 263-265
4. ↑  J. Bo Larsen: Naturnær skovdrift, 2005, ISBN 978-87-7903-081-7 side 266-268
5. ↑  Carl Mar: Møller: Vore skovtræarter og deres dyrkning, 1965 side 470-473
6. ↑  Peter Friis Møller og Jørgen Staun: Danmarks skove, 2001, ISBN 87-567-6464-2 side 16-17
7. ↑  Carl Mar: Møller: Vore skovtræarter og deres dyrkning, 1965 side 479-481
8. ↑  Horst Stern m.fl.: Rettet den Wald, 1983 ISBN 3-453-01805-2, side 247

## Eksterne links
- J.J. Landsberg og R.H. Waring: A generalised model of forest productivity using simplified concepts of radiation-use efficiency, carbon balance and partitioning (engelsk)
- Cemagref: Gestion forestière, Naturalité et Biodiversité Arkiveret 21. juni 2012 hos  Wayback Machine (fransk)
- Maderas Nobles: La Empresa Arkiveret 12. april 2009 hos  Wayback Machine (spansk)
- FAO: Gestión sostenible del bosque mediterráneo en España Arkiveret 23. maj 2009 hos  Wayback Machine (spansk)
- Secretariat of the Convention on Biological Diversity: The Value of Forest Ecosystems, 2001, ISBN 90-907-2111-9 (fejlagtigt) s. 11-39. Se teksten online Arkiveret 16. marts 2009 hos  Wayback Machine (forlaget angiver et ugyldigt ISBN!) (engelsk)
- Danske museer online: Skovbrugsmuseet Arkiveret 20. februar 2005 hos  Wayback Machine